# 光善寺 (枚方市)
光善寺（こうぜんじ）は、大阪府枚方市出口にある真宗大谷派の寺院。山号は淵埋山。本尊は阿弥陀如来。出口御坊と呼ばれる。

## 歴史

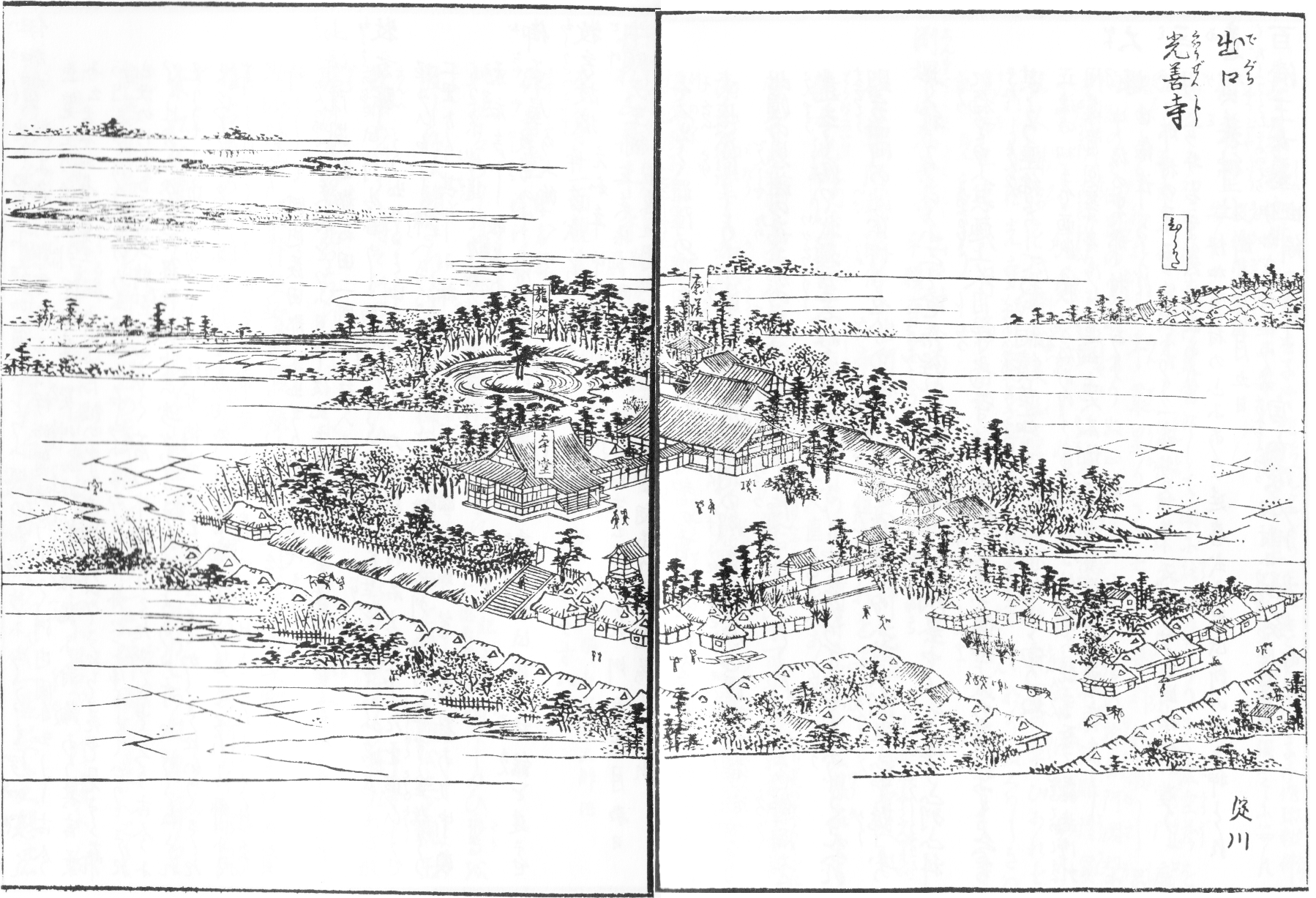
河内名所図会「出口光善寺」

文明7年（1475年）に吉崎御坊を退去した浄土真宗本願寺派の法主蓮如は、9月5日に河内国茨田郡中振郷出口村（現・枚方市出口）に移り住んだ。当時、出口はわずか9戸の寒村であったが、蓮如はここに出口御坊の建立を進めるとともに3年間在住し、近畿一円の教化を進めた。山号の淵埋山は当時この地にあった二丁四方の大きな池を埋め立てて諸堂を建立したことに由来している。また、その池の一部は現在も残されて庭園となっている。また、池の周囲には梓（はり）の木（サイカチ）がよく茂っていたことから、当寺は梓原堂（しんげんどう）とも呼ばれていたという。寺名である光善寺の名は、出口に草庵を建てて蓮如を支えた門弟の御厨石見入道光善から取られたものとされる。御坊の建立に伴って周辺には多くの門徒が移り住み寺内町が形成された。
文明10年（1478年）に蓮如が山城国山科（現・京都市山科区）に新たな本願寺として山科本願寺を建立するため山科に移る際、長男の順如を当寺の住職に指名した。これにより順如は大津の顕証寺（現・本願寺近松別院）から当寺に移り住んで2世住職となった。また、蓮如は出口御坊を近畿一円の御坊の筆頭格とした。
文明15年（1483年）に順如が早世すると、蓮如は外孫の光淳を次の住職とするなど本願寺派の寺院において当寺は重要な寺であったが、天文3年（1534年）に火災によって焼失。一時、摂津国島下郡鳥飼（現・摂津市）や、河内国茨田郡大庭（現・守口市）などを転々とした後、慶長年間（1596年 - 1615年）に再び出口に戻って再建された。この頃に光善寺の名を賜るとともに院家に補されたという。
6世の顕勝は大坂本願寺が織田信長と戦った石山合戦において功績があり、慶長年間に起きた本願寺分立に際しては准如に従って本願寺派西本願寺の側についた。7世の准勝は恵光寺5世の良超らとともに一旦は真宗大谷派東本願寺に移ったが、間もなく西本願寺に降った。
8世の准玄は本堂を再建し西本願寺の学寮において能化職を務めたが、元禄9年（1696年）に10世の寂玄が東本願寺に属して現在に至る。
寛永14年（1637年）に本堂が再建されているが、現在の本堂は天明2年（1782年）8月に再建されたものである。
境内には本堂など江戸時代の建築物が複数現存しており、寺域は2010年（平成22年）4月1日、枚方市の史跡に指定された。
境外の南の町中には、蓮如が当時の村民らに仏法を説いた際に腰かけたと伝わる「蓮如上人腰掛石」がある。出口ではこの腰掛石の形にちなんで「出口だんご」が作られ、この地の名物となっている。
当寺から東に約1キロ離れた中振には蓮如上人御廟がある。

## 境内
- 本堂 -  天明2年（1782年）8月再建。21.5メートル四方の本堂は入母屋造、本瓦葺で、江戸時代後期の真宗本堂の特徴をよく示すものとされる[12][13]。
- 庫裏
- 書院「萬象亭」 - 入母屋造 亜鉛鉄板葺（もと茅葺）の数寄屋風書院。河内名所図会で御堂と客殿の間に茅葺屋根で描かれている[13]。520年余前の蓮如在住当時の姿を残しているとされる[12]。「萬象亭」の名は石川丈山が名付けたという[3]。しかし、建築は江戸時代中期である[9]。
- 庭園 - 裏庭に当たる庭園は石川丈山の手によるもの[12]で、池はかつてこの地にあった二丁四方の大きな池の残存部である[3]。
- 正慶殿 - 納骨堂。
- 走谷堂山古墳出土石棺 - 当寺建立に際して池を埋め立てるために走谷の加茂健豆美命神社の裏手から土取りをした時に出土したと伝わる石棺[12]。
- サイカチ（大阪府指定天然記念物） - 樹齢200年から250年、幹回り2.5メートル、樹高12メートルの巨木で、蓮如と龍女の伝説が残る[12]。1975年（昭和50年）3月31日に大阪府指定文化財（天然記念物）に指定された[14]。
- 地蔵堂
- 鐘楼 - 切妻造、本瓦葺で一般的な鐘楼に比べて柱高が高く、屋根勾配が強い縦長の形状となっている[12][13]。
- 太鼓楼 - 天明7年（1787年）再建。入母屋造、本瓦葺で下層板張りの二層構造。妻飾りの木連格子などは寛政年間（1789年 - 1801年）頃の様式とされる[12]。御坊格寺院としての格式の高さを示すもの[13]。
- 脇門 - 通用門。薬医門の形式で、妻飾りや屋根の架構に特色がある。17世紀中頃（慶安から寛文年間（1648年 - 1673年）頃）の建築と考えられている[12]。切妻造 本瓦葺[13]。
- 山門 - 四脚門の形式で、切妻造・本瓦葺。17世紀中頃（慶安から寛文年間（1648年 - 1673年）頃）の建築と考えられている[12][13]。

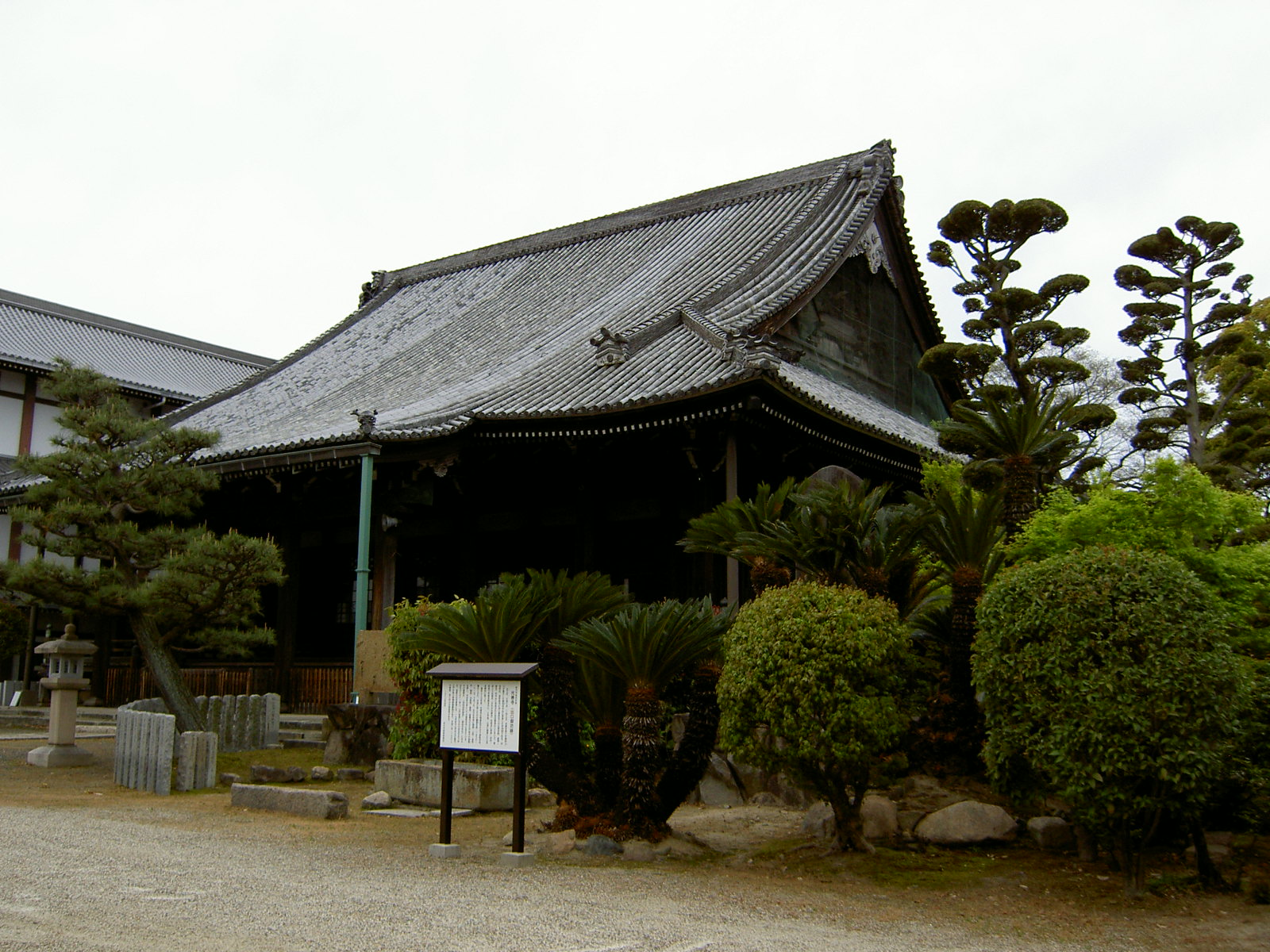
本堂
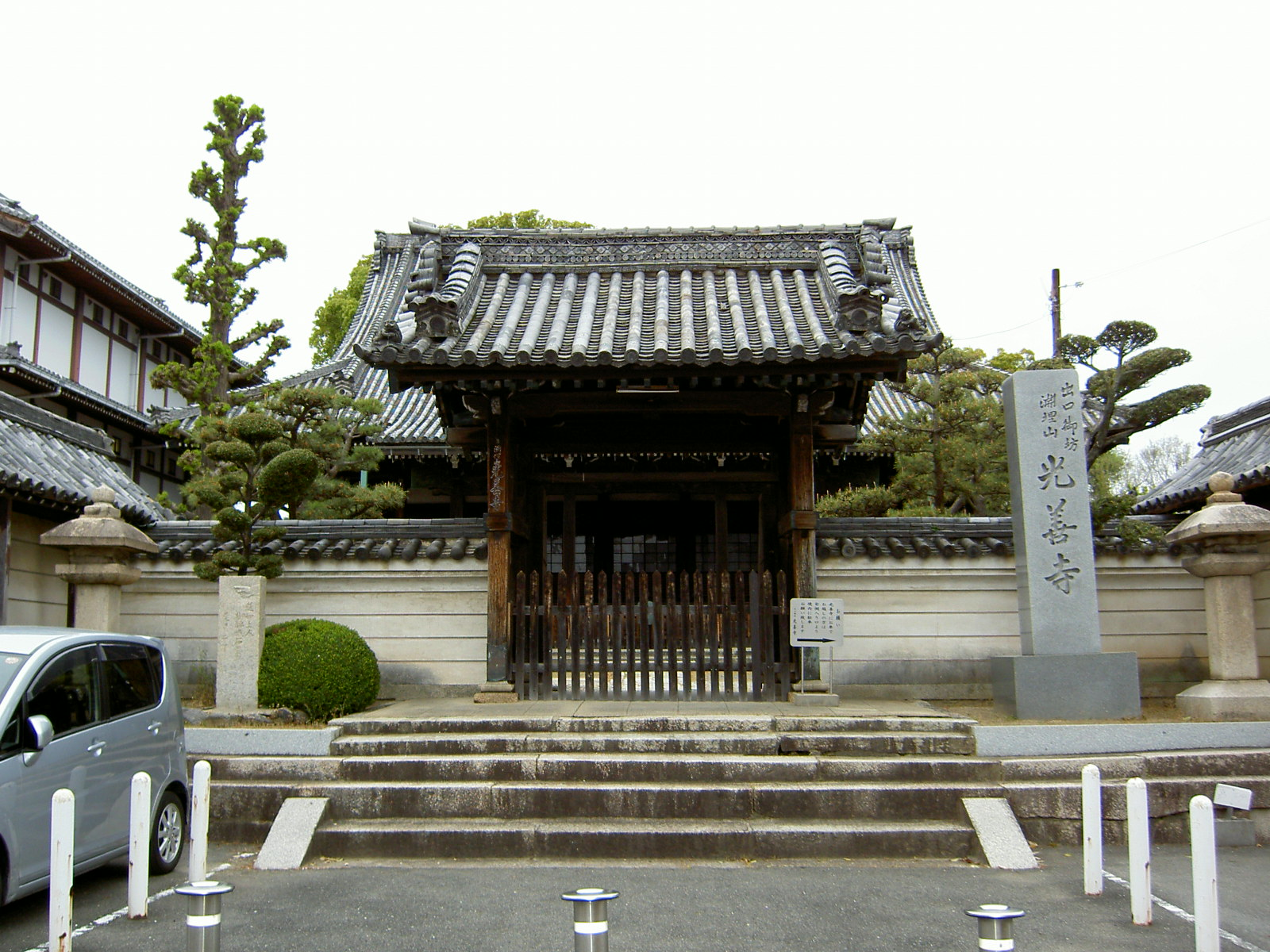
山門
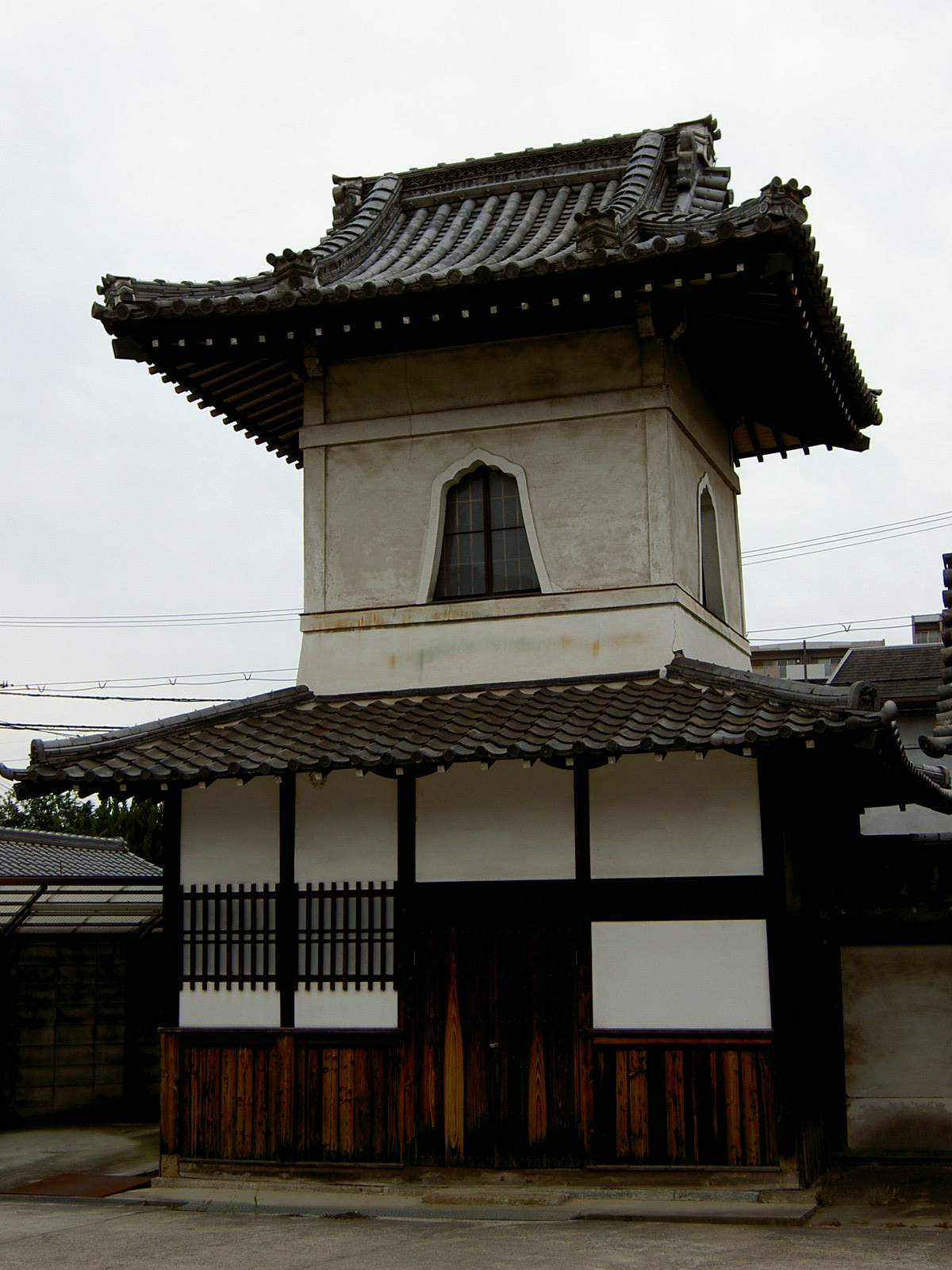
太鼓楼
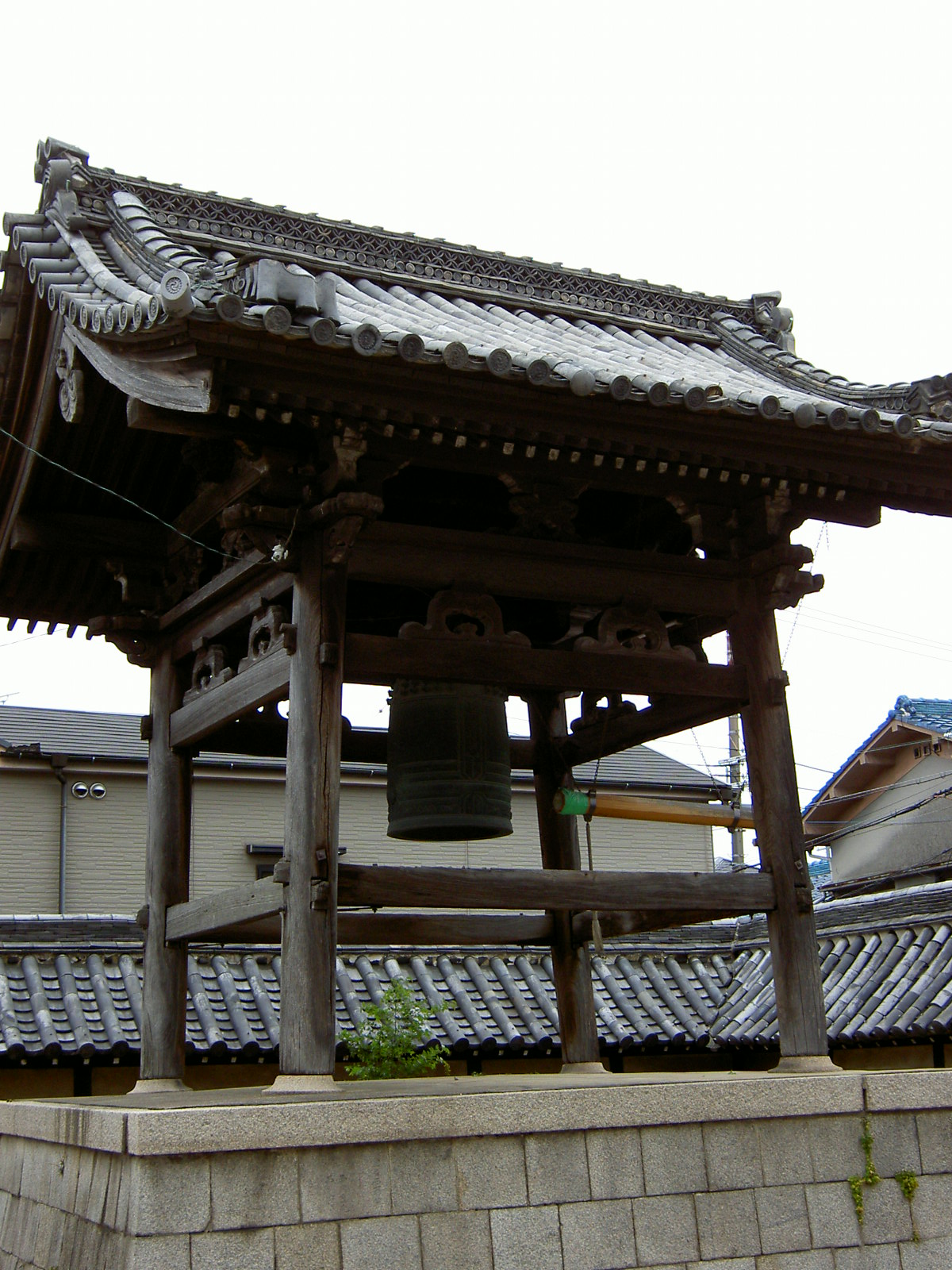
鐘楼

## 文化財

### 大阪府指定天然記念物
- 光善寺のさいかち

### 枚方市指定史跡
- 光善寺（出口御坊跡）

## 所在地
- 大阪府枚方市出口2丁目8-13

## アクセス
- 京阪本線 光善寺駅より徒歩約10分